# دانشگاه پانتیون
دانشگاه پانتیون (به لاتین: Panteion University) یک دانشگاه در یونان است که در آتن واقع شده‌است.